# Ekö, Västervik
Ekö är en ö i Loftahammars socken, Västerviks kommun, öster om Häfsö mellan Väderskär och Stora Askö. Ön har en yta på 17 hektar.
1829 fanns tre hus på ön, och i början av 1900-talet fanns två hushåll som främst försörjde sig med fiske men även höll boskap och odlade frukt. Två fiskare finns ännu på ön men främst restriktionerna av ålfisket har lett till att de endast har fisket som deltidssyssla. På ön finns även en fritidsfastighet. Ekö är en av de högre öarna i det yttre havsbandet. Dess inre domineras av tallskog med inslag av gran och lövträd.